# Radoši
Radoši so naselje v Občini Metlika.